# 8 Dywizja Piechoty (USA)
8 Dywizja Piechoty (ang. 8th "Pathfinder" Infantry Division) – amerykańska dywizja piechoty; walczyła w II wojnie światowej.

## Historia jednostki
Sformowana po raz pierwszy w styczniu 1918, została wysłana do Europy w listopadzie 1918 lecz nie zdążyła wziąć udziału w walkach I wojny światowej. Została rozwiązana w styczniu 1919.
Sformowana ponownie 1 lipca 1940 w przededniu przystąpienia Stanów Zjednoczonych do II wojny światowej. 4 lipca 1944 została wyładowana na plaży Utah w Normandii, a do waki weszła 7 lipca. We wrześniu uczestniczyła w zdobyciu Brestu. Na jesieni 1944 walczyła w bitwie o las Hurtgen i nad rzeką Rur, którą sforsowała 23 lutego 1945. W marcu dotarła do Renu w okolicach Kolonii. W kwietniu uczestniczyła w okrążeniu sił niemieckich w Zagłębiu Ruhry. W ostatnich dniach wojny przekroczyła Łabę i dotarła do Schwerina.
Po zakończeniu wojny dywizja wróciła do Stanów Zjednoczonych i została rozwiązana 20 listopada 1945. Utworzona ponownie 1950, od 1956 stacjonowała w Niemczech. W 1992 została rozwiązana w ramach redukcji wojsk amerykańskich po zakończeniu tzw. zimnej wojny.

## Linki zewnętrzne

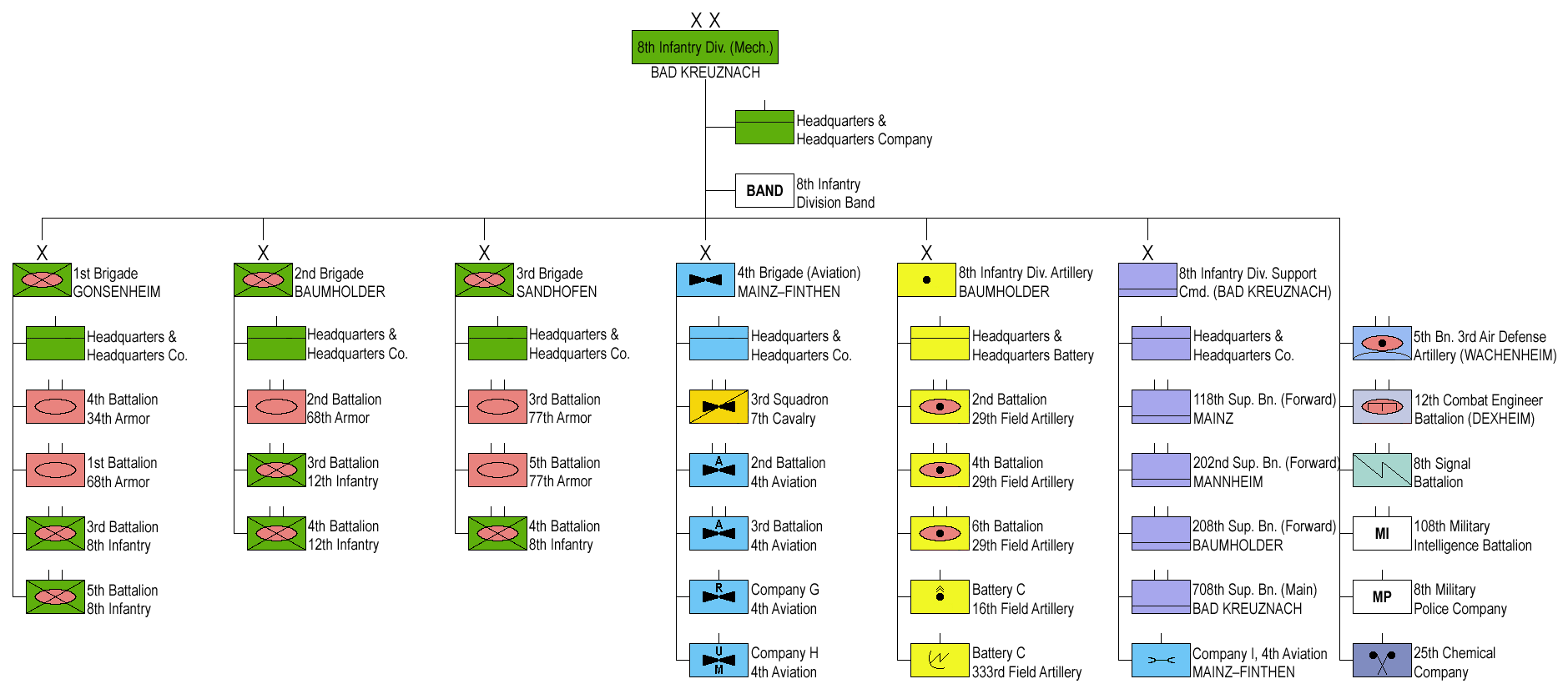
Struktura organizacyjna dywizji w 1989